# Гусятник
Гусятник (Eragrostis) — рід однорічних або багаторічних трав'янистих рослин родини тонконогові (Poaceae).

## Назва

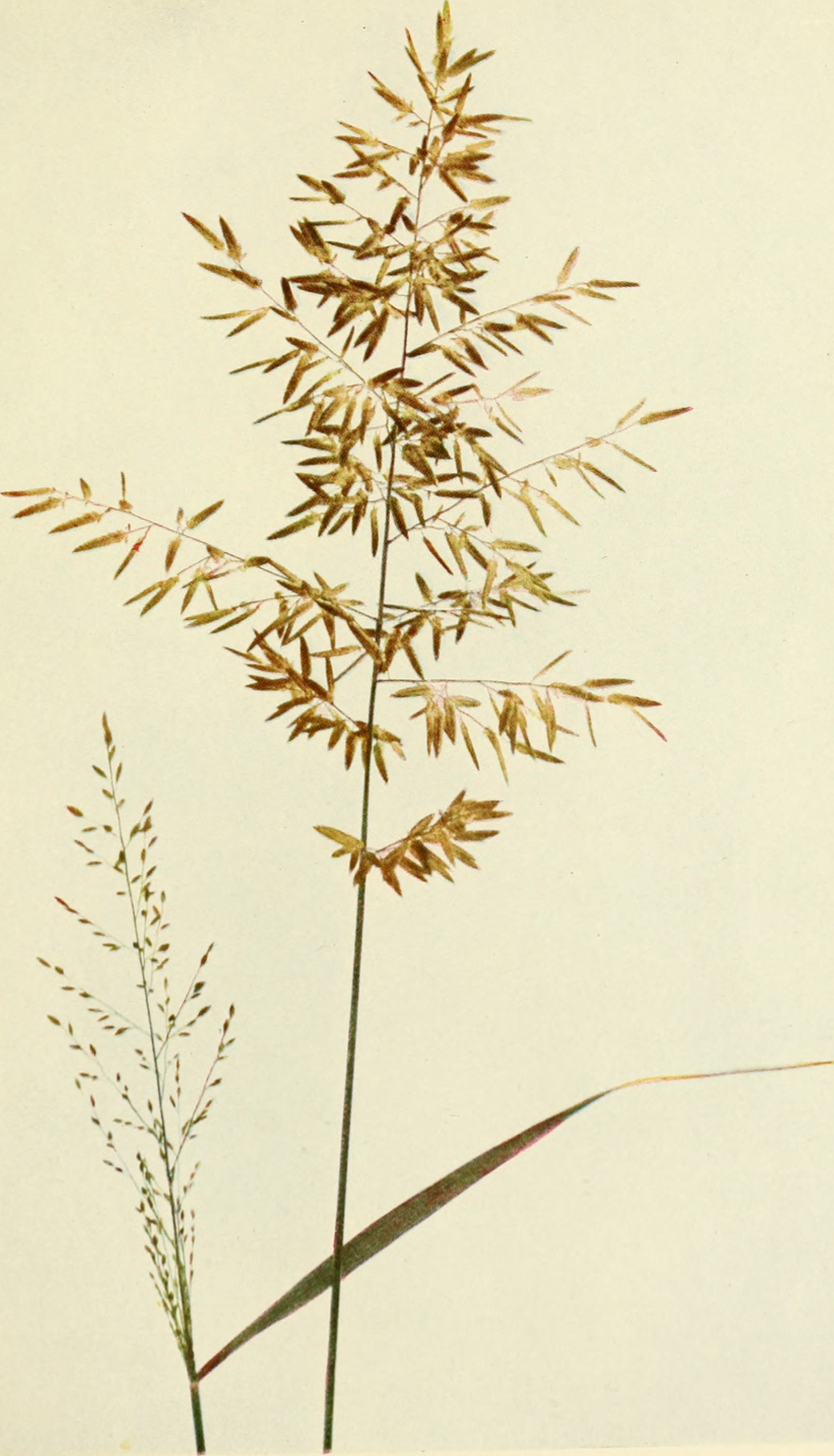
Ілюстрація гусятника великоколоскового (Eragrostis cilianensis) з видання Мері Еванс Френсіс «The book of grasses: an illustrated guide to the common grasses, and the most common of the rushes and sedges» 1912 року

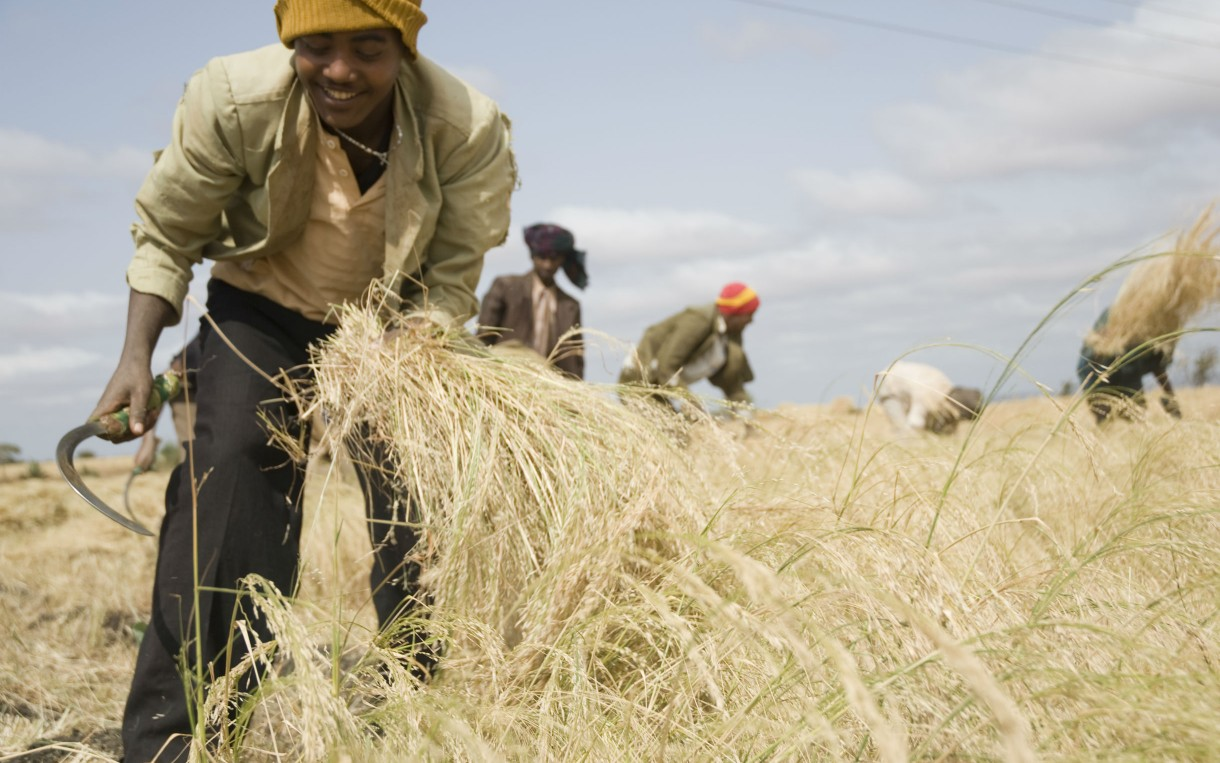
Ефіопські селяни збирають урожай тефу (Eragrostis tef)

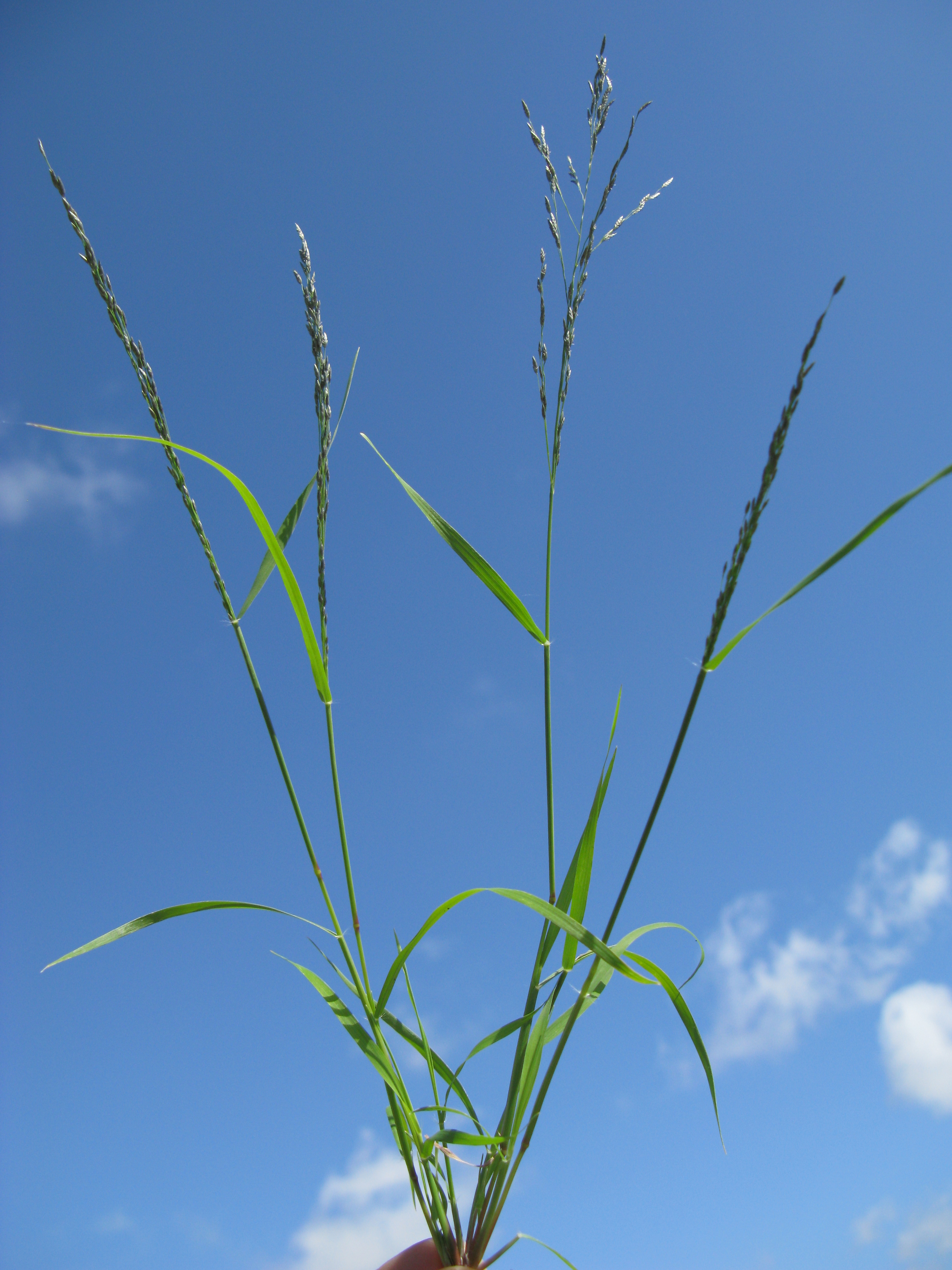
Гусятник волосистий
(Eragrostis pilosa)

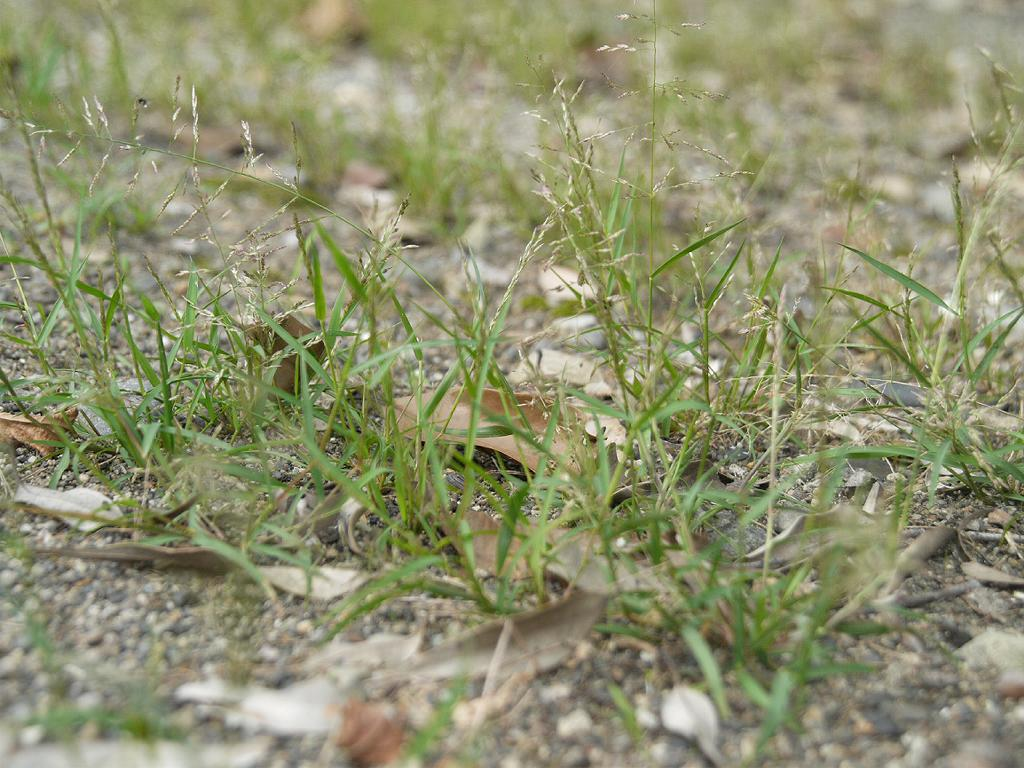
Гусятник багатостеблий
(Eragrostis multicaulis)

Назва походить від грецьких слів «Eros» (ерос, любов) і «Agrostis» (назва іншого роду злаків — мітлиці).

## Ботанічний опис
Трави 15—120 см заввишки, без повзучих підземних пагонів. Листові пластинки вузьколінійні плоскі; язички майже від основи переходять в ряд волосків. Суцвіття — розлога волоть 4—30 см завдовжки. Колоски 0,2—1,2 см завдовжки, трьох- або багатоквіткові, лінійно-видовжені, стиснуті з боків; нижні квіткові луски від ланцетно-яйцюватих до широко-яйцюватих, з 3 жилками, завжди без остюків. Плід — зернівка.

## Поширення і екологія
Поширений в субтропічних, тропічних і почасти помірних зонах.

## Види
За даними спільного інтернет-проекту Королівських ботанічних садів у К'ю і Міссурійського ботанічного саду The Plant List рід Eragrostis налічує 424 визнаних види. В Україні зустрічаються гусятник єгипетський (Eragrostis aegyptiaca (Willd.) Link), гусятник великоколосковий (Eragrostis cilianensis (All.) F.T.Hubbard), гусятник малий (Eragrostis minor Host), гусятник багатостеблий (Eragrostis multicaulis Steudel) і гусятник волосистий (Eragrostis pilosa (L.) Beauv.).

## Використання
У кормовому відношенні найбільший інтерес являють Eragrostis tef (теф), Eragrostis collina, і Eragrostis pilosa (гусятник волосистий). Добре поїдаються худобою на пасовищах і в сіні. У 100 кг зеленої маси 23,5 кормові одиниці і 2,7 кг перетравного протеїну. У культурі вивчався (в Середній Азії і на Північному Кавказі) Eragrostis curvula. Утворює велику кількість укорочених пагонів із зеленим листям в весняний період і в другій половині літа, коли інші тонконогові вигорають. Худобою з'їдаються тільки молоді рослини, пізніше їх можна використовувати на силос. У посівах тримається 10-12 років. Дає 2-3 укоси на рік. Урожайність: зеленої маси за два укоси 140—150 центнерів з гектара, сіна 35-45 центнерів з гектара. Eragrostis tef (теф) обробляється як хлібна і кормова культура в Ефіопії, Індії і низці інших країн. Eragrostis capillaris, Eragrostis elegans і деякі інші іноді розводять як декоративні. Деякі види використовуються для сухих букетів.